# Erax sper
Erax sper är en tvåvingeart som beskrevs av Walker 1851. Erax sper ingår i släktet Erax och familjen rovflugor. Inga underarter finns listade i Catalogue of Life.